# Малая Джалга
Ма́лая Джалга́ — село в составе Апанасенковского района (муниципального округа) Ставропольского края России.

## Этимология
В различных источниках встречаются варианты названия Малая-Джалга, Мало-Джалгинский, Малоджалгинское (Малая Джалга).
По мнению В. Г. Гниловского, слово Джалга «происходит от слов тюркского языка: Джал — солончак и гель — топкое озеро и означает: топкое солонцевое озеро, топкое место».

## Физико-географическая характеристика
Село расположено на крайнем западе Апанасенковского района, в пределах Ставропольской возвышенности, по обеим сторонам реки Малая Джалга (правый приток реки Большая Джалга), на высоте 77 метров над уровнем моря. Село окружено полями. Рельеф местности равнинный, полого-увалистый. На реке Малая Джалга имеется пруд. Почвы — каштановые солонцеватые и солончаковые. Почвообразующие породы — глины и суглинки.
По автомобильной дороге расстояние до краевого центра города Ставрополя составляет 190 км, до районного центра села Дивное — 64 км, до ближайшего города Ипатово — 69 км.
Площадь сельсовета — 329,38 км².
Климат
Климат континентальный, умеренно-засушливый (согласно классификации климатов Кёппена-Гейгера — Dfa). Среднегодовая температура воздуха положительная и составляет + 10,0 °C, средняя температура самого холодного месяца января — 3,8 °C, самого жаркого месяца июля + 24,0 °C. Расчётная многолетняя норма осадков — 412 мм. Наименьшее количество осадков выпадает в феврале (23 мм), наибольшее в июне (54 мм)

## История
Основано в 1867 году (по другим данным — в 1872 году или в 1867—1868 годах) в Петровской волости Новогригорьевского уезда. Первоначально называлось по ручью — Курбан-Джалга. Село входило в состав Виноделенской волости Новогригорьевского уезда Ставропольской губернии.
В 1874 году переименовано в село Малая Джалга. В 1888 году построена деревянную церковь Святого Николая Чудотворца. В 1899 году — первая вальцовая мельница. В 1901 году был произведён последний передел земли по числу душ в семье.
В середине января 1918 года был избран ревком. В селе с 24 по 27 сентября 1918 года произошёл крупный бой отряда генерала Станкевича с партизанами и частями Красной Армии.
По состоянию на 1926 год село являлось центром Малоджалгинского сельсовета Виноделенского района Ставропольского округа Северо-Кавказского края. Согласно первой Всесоюзной переписи населения 1926 года в селе проживало 6 492 человек, из них украинцев — 6 192
В 1929 году началась коллективизация. В 1931 году организованы колхозы «21 октября» и «Знамя Ленина». В 1932 году колхоз «Правда».
В 1930—1946 годах на территории Апанасенковского района существовала Дивненская спецзона, куда выселялись репрессированные крестьяне со всего Северного Кавказа. В её состав в частности входили населённые пункты Дивное, Дербетовка, Киевка, Киста, Малая Джалга, Новая Киста и Маки, имевшие статус «спецпосёлков режимного типа».

…5 сентября [1930 года] в [Дивненскую] зону прибыл первый эшелон спецпереселенцев с Кубани. Затем в спецзону были доставлены и семьи, высланные с Дона. Позже — раскулаченные крестьяне из разных районов Ставропольской губернии, других мест Северного Кавказа. Согнанные в «спецартели» крестьяне на неплодородных землях должны были выращивать хлопок, что в условиях безводья было абсурдом. Спецкомендатуры системы ГУЛАГа НКВД регламентировали порядок жизни более чем 45 тысяч переселенцев, изгнанных из родных сёл и станиц. Для обозначения этих переселенцев был ещё один термин — «лишенцы». Они были лишены не только имущества, но и гражданских прав.— Ивановский В. «Кого „раскулачивали“ большевики»
С августа 1942 по январь 1943 года село было оккупировано немецкими войсками.
В 1950 году три колхоза сливаются в один — «Правда».
В середине 1960-х годов в Малой Джалге был построен новый Дом культуры.
На 1 марта 1966 года являлось административным центром Малоджалгинского сельсовета в составе Апанасенковского района:8.
В 1995 году село газифицировано.
До 16 марта 2020 года село образовывало упразднённое сельское поселение село Малая Джалга.

## Население
| 1873  | 1897  | 1903  | 1908  | 1925  | 1926  | 1989  | 2002  | 2010  |
| ----- | ----- | ----- | ----- | ----- | ----- | ----- | ----- | ----- |
| 3089  | ↗6305 | ↗7380 | ↗7824 | ↘5927 | ↗6429 | ↘1533 | ↘1513 | ↘1446 |
| 2011  | 2012  | 2013  | 2014  | 2015  | 2016  | 2017  | 2018  | 2019  |
| ↘1442 | ↘1402 | ↘1381 | ↘1376 | ↘1345 | ↗1351 | ↘1343 | ↘1338 | ↘1321 |
| 2020  | 2021  |       |       |       |       |       |       |       |
| ↘1304 | ↘1060 |       |       |       |       |       |       |       |

Национальный состав
По итогам переписи населения 2010 года проживали следующие национальности (национальности менее 1 %, см. в сноске к строке «Другие»):
| Национальность | Численность | Процент |
| -------------- | ----------- | ------- |
| Русские        | 1009        | 69,78   |
| Даргинцы       | 284         | 19,64   |
| Азербайджанцы  | 25          | 1,73    |
| Белорусы       | 25          | 1,73    |
| Украинцы       | 14          | 0,97    |
| Другие         | 89          | 6,15    |
| Итого          | 1446        | 100,00  |

## Упразднённое сельское поселение село Малая Джалга
Местное самоуправление
Совет муниципального образования
Состоит из 10 депутатов, избираемых на муниципальных выборах по одномандатным избирательным округам. 
Главы поселения 
- Наталья Викторовна Гавриш (c 13 марта 2011 года. Второй срок)

Администрация сельского поселения села Малая Джалга

## Инфраструктура
- Администрация села Малая Джалга
- Дом культуры. Открыт 4 ноября 1965 года[42]
- Врачебная амбулатория
- Сбербанк, Доп. офис № 5241/07
- Общественное открытое кладбище площадью 82000 м²[43]

## Образование
- Детский сад № 2. Открыт 20 мая 1980 года[42]
- Средняя общеобразовательная школа № 12[44]. Открыта 1 сентября 1936 года[45]

## Экономика
- Сельскохозяйственное предприятие «Джалга»[46]
- КФХ Волкова
- КФХ Никулина
- КФХ Вдовенко

## Люди, связанные с селом
- Дедик, Антон Самойлович (1896, село Малая Джалга — 1969) — чабан, Герой Социалистического Труда
- Дедик, Василий Степанович (1924, село Малая Джалга — 1945) — полный кавалер ордена Славы[47]
- Жданов, Андрей Иванович (1904, село Малая Джалга — 1989) — чабан, Герой Социалистического Труда
- Пигров, Константин Константинович (1876, село Малая Джалга — 1962) — советский хоровой дирижёр и педагог
- Сурженко, Василий Тимофеевич (р. 1928, село Малая Джалга) — тракторист, Герой Социалистического Труда

## Памятники
- Братская могила воинов Советской армии, павших в 1943 году в боях с фашистскими захватчиками. 1952 год[48]
- Памятник «Алёша». Установлен в 1972 году[48]